# 1785
- Wikisource

| Calendário gregoriano                                                        | 1785 MDCCLXXXV                      |
| Ab urbe condita                                                              | 2538                                |
| Calendário arménio                                                           | 1234 – 1235                         |
| Calendário bahá'í                                                            | -59 – -58                           |
| Calendário budista                                                           | 2329                                |
| Calendário chinês                                                            | 4481 – 4482 Início a 9 de fevereiro |
| Calendário copta                                                             | 1501 – 1502                         |
| Calendário etíope                                                            | 1777 – 1778                         |
| Calendários hindus - Vikram Samvat - Calendário nacional indiano - Cáli Iuga | 1840 – 1841 1706 – 1707 4885 – 4886 |
| Calendário Holoceno                                                          | 11785                               |
| Calendário islâmico                                                          | 1199 – 1200                         |
| Calendário judaico                                                           | 5545 – 5546                         |
| Calendário persa                                                             | 1163 – 1164                         |
| Calendário rúnico                                                            | 2035                                |
| Calendário solar tailandês                                                   | 2328                                |

1785 (MDCCLXXXV, na numeração romana)  foi um ano comum do século XVIII do actual Calendário  Gregoriano, da Era de Cristo, e a sua letra dominical foi B (52 semanas), teve início a um sábado e terminou também a um sábado.
| Ano completo                   |
| ------------------------------ |
| Ano comum com início ao sábado |

## Eventos
- 8 de Maio - Casamento do futuro rei João VI de Portugal com Carlota Joaquina de Bourbon, infanta de Espanha.
- Portugal proíbe as atividades fabris e artesanais no Brasil.
- Início da circulação do jornal The Times, com o nome The Daily Universal Register.
- Escândalo do Caso do colar de diamantes.
- Fundação da cidade de Alexandria (Louisiana).
- Fundação da comuna chilena de Punitaqui.
- Descoberta da galáxia NGC 4565, por William Herschel.

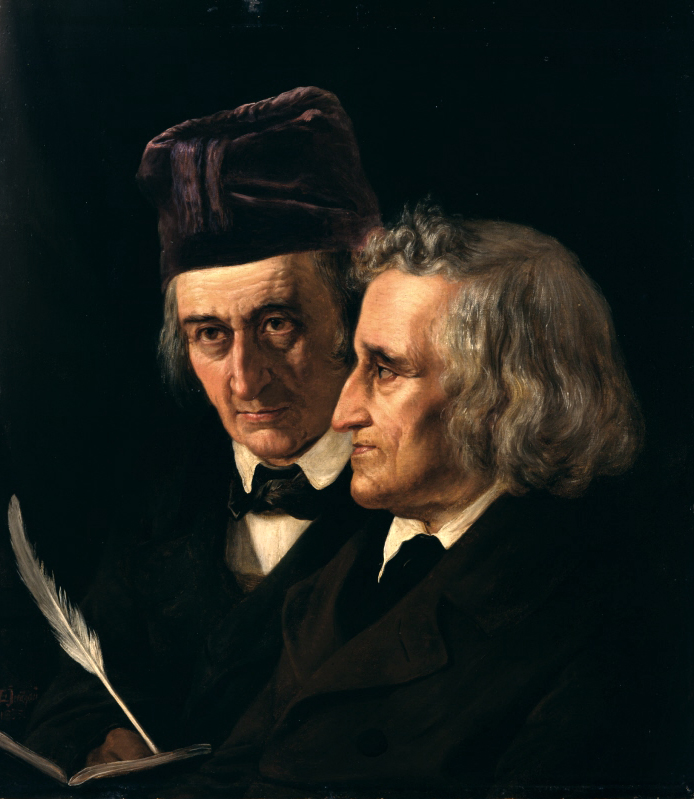
Jacob Grimm (direita)e Wilhelm (esquerda). Pintura de Elisabeth Jerichau-Baumann, (1855).

## Nascimentos
- 4 de Janeiro - Jacob Ludwig Karl Grimm, um dos Irmãos Grimm.
- 12 de Fevereiro - Pierre Louis Dulong, químico francês (m. 1838).
- 27 de Março - Luís XVII de França, herdeiro de França na época da Revolução Francesa (m. 1795).
- 26 de Abril - John James Audubon, naturalista e ilustrador (m. 1851).
- 28 de Novembro - Achille Léonce Victor Charles, primeiro-ministro francês (m. 1870).
- 17 de Dezembro - William Francis Patrick Napier, militar britânico (m. 1860).
- 26 de Janeiro - Roberto Luís de Mesquita Pimentel, m. 1870) foi um militar e político açoriano.

## Por tema
- 1785 na ciência
- 1785 na literatura
- 1785 na música